# Hedwig Courths-Mahler
Hedwig Courths-Mahler, egentligen Ernestine Friederike Elisabeth Courths, född Mahler 18 februari 1867 i Nebra (Unstrut), död 26 november 1950 i Tegernsee, var en tysk författare.
Hon skrev följetongsmässiga kärleksromaner; bland de mest kända är Ich lasse dich nicht (1912), Die Pelzkönigin (1922), Es irrt der Mensch (Kärleken väntar ej), Lena Warnstetten (Den svåra lögnen) och Ohne dich kein glück (Dig vill jag äga). Hennes romaner utgavs i 30 miljoner exemplar världen över.